# Portunidae
Portunidae Rafinesque, 1815 è una famiglia di crostacei decapodi.

## Tassonomia
In questa famiglia sono riconosciute 6 sottofamiglie:
- Sottofamiglia Caphyrinae Paul'son, 1875
  - Caphyra Guérin, 1832
  - Coelocarcinus Edmondson, 1930
  - Lissocarcinus Adams et White, 1848
- Sottofamiglia Carcininae MacLeay, 1838
  - Carcinus Leach, 1814
  - Echinolatus Davie & Crosnier, 2006
  - Nectocarcinus A. Milne-Edwards, 1860
  - Portumnus Leach, 1814
  - Xaiva MacLeay, 1838
- Sottofamiglia Carupinae Paul'son, 1875
  - Carupa Dana, 1851
  - Catoptrus A. Milne-Edwards, 1870
  - Libystes A. Milne-Edwards, 1867
  - Richerellus Crosnier, 2003
- Cycloachelous Ward, 1942
- Gonioneptunus Ortmann, 1893
- HellenusMilne-Edwards, 1879
- MonomiaGistl, 1848
- NeptunusDe Haan, 1833
- Sottofamiglia Podophthalminae Dana, 1851
  - Euphylax Stimpson, 1860
  - Podophthalmus Lamarck, 1801
- Sottofamiglia Portuninae Rafinesque, 1815
  - Achelous De Haan, 1833
  - Arenaeus Dana, 1851
  - Atoportunus Ng & Takeda, 2003
  - Callinectes Stimpson, 1860
  - Carupella Lenz & Strunck, 1914
  - Cavoportunus T. S. Nguyen & Ng, 2010
  - Cronius Stimpson, 1860
  - Laleonectes Manning et Chace, 1990
  - Lupella Rathbun, 1897
  - Lupocyclus Adams et White, 1848
  - Portunus Weber, 1795
  - Sanquerus Manning, 1989
  - Scylla De Haan, 1833
- Sottofamiglia Thalamitinae Paul'son, 1875
  - Charybdis De Haan, 1833
  - Gonioinfradens Leene, 1938
  - Thalamita Latreille, 1829
  - Thalamitoides A. Milne-Edwards, 1869